# Liste von Schiffen mit dem Namen Deutschland
Deutschland ist der Name mehrerer Schiffe. Viele dieser nach Deutschland benannten Schiffe sind nachfolgend aufgelistet.

## Schiffsliste
| Bezeichnung             | Schiffsart            | Klasse / Typ       | Baujahr | Bauwerft                                                            | Eigner                                                                                         | Dienstzeit      | Verbleib | Bild |
| ----------------------- | --------------------- | ------------------ | ------- | ------------------------------------------------------------------- | ---------------------------------------------------------------------------------------------- | --------------- | --- | ---- |
| Deutschland             | Vollschiff            |                    | 1818    |                                                                     | Reichsflotte                                                                                   | 1848–1852       | 1852 verkauft |      |
| Deutschland             |                       |                    | 1847    |                                                                     | HAPAG                                                                                          |                 | |      |
| Deutschland             | Passagierschiff       |                    | 1866    | Caird & Company, Greenock                                           | Norddeutscher Lloyd                                                                            | 1866–1875       | Am 6. Dezember 1875 gestrandet                                                                                      |      |
| Deutschland             | Panzerschiff          | Kaiser-Klasse      | 1874    | Samuda Brothers, London                                             | Kaiserliche Marine                                                                             | 1874–1900       | 1904 in Jupiter umbenannt, 1908 abgewrackt                                                                          |      |
| Deutschland             | Tankschiff            |                    | 1893    |                                                                     | DAPG                                                                                           |                 | |      |
| Deutschland             | Fahrgastschiff        |                    | 1895    | Schichau Seebeck                                                    |                                                                                                |                 | ab 1957 nicht mehr nachgewiesen                                                                                     |      |
| Deutschland             | Passagierschiff       |                    | 1900    | AG Vulcan, Stettin                                                  | HAPAG                                                                                          | 1900–1910       | 1911 in Victoria Luise umbenannt, 1925 abgewrackt                                                                   |      |
| Deutschland             | Linienschiff          | Deutschland-Klasse | 1904    | Germaniawerft, Kiel                                                 | Kaiserliche Marine                                                                             | 1906–1917       | 1920 bis 1922 abgewrackt                                                                                            |      |
| Deutschland             | Frachtsegler          |                    | 1904    | E. K. Lindstol, Risør                                               | Wilhelm Filchner                                                                               | 1910–1914       | 1914 verkauft, 1926 gesunken                                                                                        |      |
| Deutschland             | Fähre                 |                    | 1909    | AG Vulcan, Stettin                                                  |                                                                                                | 1909–1940       | 1940 in Stralsund umbenannt, 1963 abgewrackt                                                                        |      |
| Deutschland             | Handels-U-Boot        |                    | 1916    | Flensburger Schiffbau-Gesellschaft, Flensburg / Germaniawerft, Kiel | Deutsche Ozean-Reederei                                                                        | 1916–1917       | 1917 als zum U-Kreuzer umgebaut und in U 155 umbenannt, 1922 abgewrackt                                             |      |
| Deutschland             | Passagierschiff       |                    | 1924    | Blohm & Voss, Hamburg                                               | HAPAG                                                                                          | 1924–1945       | Am 3. Mai 1945 versenkt                                                                                             |      |
| Deutschland             | Passagierschiff       |                    | 1925    | Nüschke, Stettin                                                    | Swinemünder Dampfschiffahrts-AG                                                                | 1925–1930       | 1930 verkauft und in Frigga umbenannt, 1960 aus dem Schiffsregister gestrichen                                      |      |
| Deutschland             | Tagesausflugsschiff   |                    | 1926    | Gebr. Winkler, Kalkberge (Rüdersdorf)                               | Reederei Winkler                                                                               | 1926–1929       | ab 1930 als Bremen im Einsatz, 1946 als Reparaturleistung in die UdSSR überführt                                    |      |
| Schulschiff Deutschland | Segelschulschiff      |                    | 1927    | Tecklenborg-Werft, Geestemünde                                      | Deutscher Schulschiff-Verein                                                                   | 1927–1972       | Maritimes Kulturdenkmal im Hafen von Bremerhaven                                                                    |      |
| Deutschland             | Tagesausflugsschiff   |                    | 1928    | Gebr. Winkler, Kalkberge oder Wiese, Berlin                         | Vereinigung Caputher Obstzüchter                                                               | 1928–1945 (ca.) | ab ca. 1945 als Colonia 6 auf dem Rhein, später als Holstentor in Lübeck                                            |      |
| Deutschland             | Tagesausflugsschiff   |                    | 1930    | Gebrüder Winkler, Kalkberge bei Rüdersdorf                          | Reederei Gebr. Winkler, Berlin; Transportflotte Speer                                          | 1930–1941       | auf dem Dnepr gesprengt und versenkt                                                                                |      |
| Deutschland             | Panzerschiff          | Deutschland-Klasse | 1931    | Deutsche Werke, Kiel                                                | Reichs- / Kriegsmarine                                                                         | 1933–1939       | 1939 in Lützow umbenannt, 1945 versenkt                                                                             |      |
| Deutschland             | Tagesausflugsschiff   |                    | 1934    |                                                                     | Schreiber-Reederei, Bremen                                                                     | 1934–1990       | 1990 als Club- und Restaurantschiff Hoppetosse nach Berlin verkauft, Liegeplatz an der Arena                        |      |
| Deutschland             | Fahrgastschiff        |                    | 1935    |                                                                     | 1935–1945 Deutsche Reichsbahn, 1952–1994 Deutsche Bundesbahn, ab 1994 Bodensee-Schiffsbetriebe | 1935–2005       | 1945 in Rhin et Danube umbenannt, 1949 in Lindau, 1952 erneut in Deutschland, 1970 in Überlingen, 2006 verschrottet |      |
| Deutschland             | Tagesausflugsschiff   |                    | 1938    | in Amsterdam                                                        | Saarschleife Schiffstouren Frankenfeld GmbH                                                    |                 | in Fahrt |      |
| Deutschland             | Tagesausflugsschiff   |                    | 1942    | Gebrüder Winkler, Kalkberge bei Rüdersdorf                          | vormals Reederei Gebr. Winkler, Berlin; ab 1997 Reederei M. Bethke, Berlin                     | 1942–2004       | seit 2004 Restaurantschiff, 2022 abgewrackt                                                                         |      |
| Deutschland             | Fähre                 |                    | 1953    | Howaldtswerke-Deutsche Werft, Kiel                                  | Deutsche Bundesbahn                                                                            | 1953–1972       | 1972 verkauft und in Renette umbenannt, 1979 abgewrackt                                                             |      |
| Deutschland             | Schulschiff           |                    | 1960    | Nobiskrug, Rendsburg                                                | Bundesmarine                                                                                   | 1963–1990       | 1993 abgewrackt |      |
| Deutschland             | Passagierschiff       |                    | 1961    | Kölner Werft, Köln                                                  | Köln-Düsseldorfer Deutsche Rheinschiffahrt                                                     | 1961–1971       | 1971 in Drachenfels umbenannt, 2010 als Wappen von Mainz verkauft                                                   |      |
| Deutschland             | Flusskreuzfahrtschiff |                    | 1971    | Schiffswerft Christof Ruthof, Mainz-Kastel                          | Köln-Düsseldorfer Deutsche Rheinschiffahrt                                                     | 1971–2007       | 2008 verkauft und in Alemannia umbenannt, in Fahrt                                                                  |      |
| Deutschland             | Fähre                 |                    | 1972    | Howaldtswerke-Deutsche Werft, Kiel                                  | Deutsche Bundesbahn / Deutsche Fährgesellschaft Ostsee                                         | 1972–1997       | 1998 verkauft und in El Salem 97 umbenannt, 1999 abgewrackt                                                         |      |
| Deutschland             | Fähre                 |                    | 1997    | Van der Giessen-De Noord, Krimpen aan den IJssel                    | Scandlines                                                                                     | seit 1997       | |      |
| Deutschland             | Kreuzfahrtschiff      |                    | 1998    | Howaldtswerke-Deutsche Werft, Kiel                                  | Delos Cruise                                                                                   | seit 1998       | |      |